# Вестлок
Вестлок (англ. Westlock) — містечко в Канаді, у провінції Альберта, центр однойменного муніципального району.

## Населення
За даними перепису 2016 року, містечко нараховувало 5101 особу, показавши зростання на 5,8%, порівняно з 2011-м роком. Середня густина населення становила 381,4 осіб/км².
З офіційних мов обидвома одночасно володіли 215 жителів, тільки англійською — 4 535, а 20 — жодною з них. Усього 495 осіб вважали рідною мовою не одну з офіційних, з них 5 — одну з корінних мов, а 80 — українську.
Працездатне населення становило 2 325 осіб (59,3% усього населення), рівень безробіття — 8,4% (9% серед чоловіків та 7,7% серед жінок). 86,9% осіб були найманими працівниками, а 11% — самозайнятими.
Середній дохід на особу становив $44 173 (медіана $31 563), при цьому для чоловіків — $54 399, а для жінок $34 864 (медіани — $41 051 та $25 728 відповідно).
34,3% мешканців мали закінчену шкільну освіту, не мали закінченої шкільної освіти — 25,4%, 40,2% мали післяшкільну освіту, з яких 27% мали диплом бакалавра, або вищий, 10 осіб мали вчений ступінь.
| Статево-вікова структура населення | Статево-вікова структура населення | Статево-вікова структура населення | Статево-вікова структура населення | Статево-вікова структура населення |
| ---------------------------------- | ---------------------------------- | ---------------------------------- | ---------------------------------- | ---------------------------------- |
|                                    |                                    |                                    |                                    |                                    |
| Всього                             | Всього                             | 47,3%52,7%                         |                                    |                                    |
| 0 — 14 років                       | 0 — 14 років                       |                                    | 17,1%                              | 17,1%                              |
| 15 — 64 років                      | 15 — 64 років                      |                                    | 55,7%                              | 55,7%                              |
| 65 і більше                        | 65 і більше                        |                                    | 27,2%                              | 27,2%                              |
| 85 і більше                        | 85 і більше                        |                                    | 6%                                 | 6%                                 |
| 100 і більше                       | 100 і більше                       |                                    | 0,1%                               | 0,1%                               |
| Середній вік (років)               | Середній вік (років)               | 43,247,2                           | 45,3                               | 45,3                               |
| Медіана (років)                    | Медіана (років)                    | 42,348,8                           | 45,4                               | 45,4                               |
| — чоловіки — жінки                 |                                    |                                    |                                    |                                    |

| Походження мешканців:     | Походження мешканців:     | Походження мешканців: | Походження мешканців: | Походження мешканців: |
| ------------------------- | ------------------------- | --------------------- | --------------------- | --------------------- |
| Походження                |                           |                       | осіб                  | %                     |
| Корінні американці        | Корінні американці        |                       | 470                   | 9.21%                 |
| Інше північноамериканське | Інше північноамериканське |                       | 1 490                 | 29.21%                |
| Європейське               | Європейське               |                       | 3 415                 | 66.95%                |
| британське                | британське                |                       | 1 950                 | 38.23%                |
| французьке                | французьке                |                       | 810                   | 15.88%                |
| українське                | українське                |                       | 680                   | 13.33%                |
| Латинськоамериканське     | Латинськоамериканське     |                       | 45                    | 0.88%                 |
| Карибське                 | Карибське                 |                       | 15                    | 0.29%                 |
| Африканське               | Африканське               |                       | 65                    | 1.27%                 |
| Азійське                  | Азійське                  |                       | 320                   | 6.27%                 |

| Зайнятість населення за галузями (за класифікацією NOC): | Зайнятість населення за галузями (за класифікацією NOC): | Зайнятість населення за галузями (за класифікацією NOC): | Зайнятість населення за галузями (за класифікацією NOC): | Зайнятість населення за галузями (за класифікацією NOC): |
| -------------------------------------------------------- | -------------------------------------------------------- | -------------------------------------------------------- | -------------------------------------------------------- | -------------------------------------------------------- |
|                                                          |                                                          |                                                          |                                                          |                                                          |
| Управління                                               | Управління                                               |                                                          | 11,6%                                                    | 11,6%                                                    |
| Бізнес, фінанси та адміністрування                       | Бізнес, фінанси та адміністрування                       |                                                          | 13,4%                                                    | 13,4%                                                    |
| Природничі та прикладні науки                            | Природничі та прикладні науки                            |                                                          | 2,6%                                                     | 2,6%                                                     |
| Охорона здоров'я                                         | Охорона здоров'я                                         |                                                          | 9,2%                                                     | 9,2%                                                     |
| Освіта, правозахист, муніципальні та урядові служби      | Освіта, правозахист, муніципальні та урядові служби      |                                                          | 11,6%                                                    | 11,6%                                                    |
| Мистецтво, культура, відпочинок та спорт                 | Мистецтво, культура, відпочинок та спорт                 |                                                          | 1,1%                                                     | 1,1%                                                     |
| Роздрібна торгівля та послуги                            | Роздрібна торгівля та послуги                            |                                                          | 24,8%                                                    | 24,8%                                                    |
| Гуртова торгівля, транспорт та обладнання                | Гуртова торгівля, транспорт та обладнання                |                                                          | 17,1%                                                    | 17,1%                                                    |
| Природні ресурси, сільське господарство                  | Природні ресурси, сільське господарство                  |                                                          | 4,2%                                                     | 4,2%                                                     |
| Виробництво                                              | Виробництво                                              |                                                          | 4%                                                       | 4%                                                       |

## Клімат
Середня річна температура становить 2°C, середня максимальна – 20,9°C, а середня мінімальна – -22,5°C. Середня річна кількість опадів – 466 мм.
| Клімат поселення                              | Клімат поселення | Клімат поселення | Клімат поселення | Клімат поселення | Клімат поселення | Клімат поселення | Клімат поселення | Клімат поселення | Клімат поселення | Клімат поселення | Клімат поселення | Клімат поселення | Клімат поселення |
| Показник                                      | Січ.             | Лют.             | Бер.             | Квіт.            | Трав.            | Черв.            | Лип.             | Серп.            | Вер.             | Жовт.            | Лист.            | Груд.            |                  |
| Середній максимум, °C                         | −9,6             | −4,74            | 0,86             | 9,98             | 16,88            | 20,87            | 20,17            | 19,66            | 14,55            | 9,05             | −1,2             | −8,21            |                  |
| Середня температура, °C                       | −16,07           | −11,2            | −5,6             | 3,50             | 10,42            | 14,40            | 15,87            | 15,34            | 10,26            | 4,75             | −5,51            | −12,51           |                  |
| Середній мінімум, °C                          | −22,54           | −17,68           | −12,09           | −2,96            | 3,93             | 7,93             | 11,56            | 11,04            | 5,95             | 0,45             | −9,82            | −16,81           |                  |
| Норма опадів, мм                              | 25               | 12               | 19               | 30               | 44               | 93               | 87               | 58               | 37               | 23               | 23               | 15               |                  |
| Середньомісячна швидкість вітру, м/с          | 3.20             | 3.30             | 3.40             | 3.60             | 3.60             | 3.20             | 3.00             | 2.90             | 3.04             | 3.40             | 3.24             | 3.20             |                  |
| Середньомісячна сонячна радіація, кДж/м²·день | 3225             | 6673             | 11971            | 17236            | 20468            | 22014            | 21978            | 18257            | 12309            | 7216             | 3534             | 2299             |                  |
| --------------------------------------------- | ---------------- | ---------------- | ---------------- | ---------------- | ---------------- | ---------------- | ---------------- | ---------------- | ---------------- | ---------------- | ---------------- | ---------------- | ---------------- |
| Джерело:                                      |                  |                  |                  |                  |                  |                  |                  |                  |                  |                  |                  |                  |                  |